# Église Notre-Dame du Haut-Châlus
L'église Notre-Dame du Haut-Châlus est une ancienne église catholique situé à Châlus, en France.

## Localisation
L'église est située dans le département français de la Haute-Vienne, sur la commune de Châlus. Elle se trouve dans l'enceinte du château de Châlus-Chabrol

## Historique
L'église date des XIIe et XIIIe siècles. Elle est connue pour être le lieu où sont ensevelies les entrailles de Richard Cœur de Lion, mort à Châlus en avril 1199.
Aujourd'hui ruinée, ses vestiges de l'édifice sont classés au titre des monuments historiques le 25 mars 1981.